# リー・マッカローク
リー・ヘンリー・マッカローク（Lee Henry McCulloch, 1978年5月14日 - ）は、スコットランド・ノース・ラナークシャー州ベルズヒル出身の元同国代表サッカー選手、現サッカー指導者。現役時代のポジションはMF。

## 経歴
1995年からマザーウェルFCでプロキャリアをスタートさせ、2001年3月、ウィガン・アスレティックFCに移籍した。2007年7月11日、レンジャーズFCに移籍した。
2015-16シーズン限りで現役を引退し、キルマーノックFCのコーチに就任。2017-18シーズンからは同クラブの指揮官として正式に3年契約を交わした。

## タイトル

### クラブ
ウィガン
- FLファーストディヴィジョン（英語版）: 2002-03

レンジャーズ
- スコティッシュ・プレミアリーグ : 2008-09, 2009-10, 2010-11
- スコティッシュ・リーグ1（英語版）: 2013-14
- SFLサードディヴィジョン（英語版）: 2012-13
- スコティッシュ・カップ : 2008, 2009
- スコティッシュ・リーグカップ : 2008, 2010, 2011

### 代表
スコットランド
- キリンカップサッカー : 2006

### 個人
- レンジャーズ年間最優秀選手 : 2013
- PFAスコットランド・サードディヴィジョン・ベストイレブン : 2012-13
- PFAスコットランド・リーグ1・ベストイレブン : 2013-14
- レンジャーズ殿堂 : 2014